# 彼得·馬爾納提
彼得·馬爾納提（Peter Malnati；1987年6月13日—）是一位美國高爾夫球選手，他現在參加PGA巡迴賽和Web.com巡迴賽賽事。馬爾納提曾經就讀於密蘇里大學並且是學校高爾夫球隊的一員。他在2009年轉為職業球員。